# Franz Linschinger
Franz Linschinger (* 1957 in Gmunden) ist ein österreichischer Fotograf. Er ist beruflich Fotojournalist und beschäftigt sich mit Künstlerischer Fotografie.

## Leben
Nach seiner Ausbildung zum Fotokaufmann (1972 bis 1975) und zum Fotografen (1976 bis 1979) begann er, sich mit künstlerischer Fotografie zu beschäftigen und seine Werke sind seither bei Einzel- und Gemeinschaftsausstellungen im In- und Ausland zu sehen. Seit 1986 arbeitet der in Altmünster lebende Fotograf in der Presseabteilung der Oberösterreichischen Landesregierung als Fotograf und seit 1987 leitet er Seminare und Fotoworkshops an Schulen und im Rahmen der Erwachsenenbildung in Österreich und Südtirol.
1990 gründete er die Fotogalerie Spectrum Linz und fungiert als deren Leiter. Seit 2003 unterrichtet er als Lektor an der Universität für künstlerische und industrielle Gestaltung Linz mit den Schwerpunkten subjektive und experimentelle Fotografie.
Linschinger ist Mitglied der Photographischen Gesellschaft Österreichs, der Künstlergilde Salzkammergut, des Oberösterreichischen Kunstvereins und des Salzburger Kunstvereins.

## Ausstellungen
- 1999 Video. Zeichnung. Oberösterreichischer Kunstverein
- 2023 Wer ist Fritz Fröhlich? Prevenhuberhaus[2]